# Annie Morrill Smith

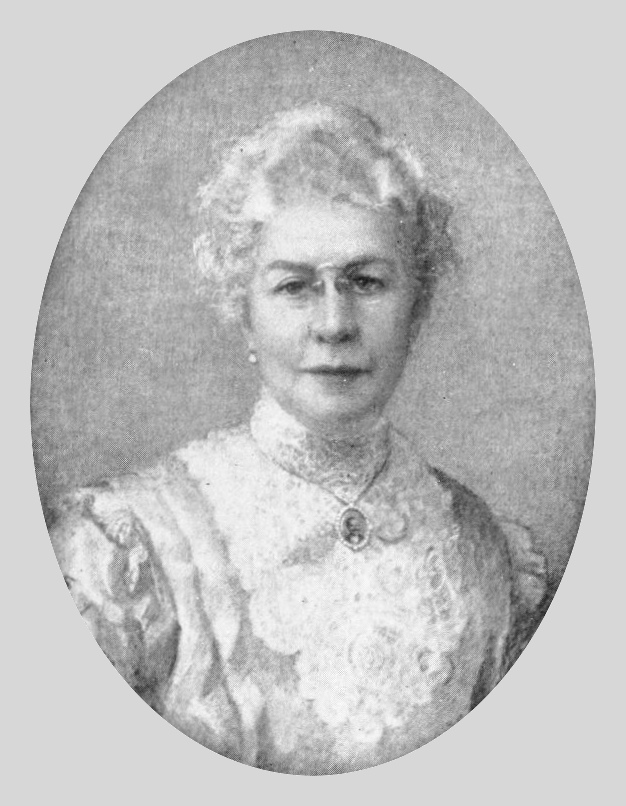
Annie Morrill Smith, Gemälde von 1910

Annie Morrill Smith, geborene Annie Elizabeth Morrill (* 13. Februar 1856 in Brooklyn, New York; † 26. November 1946 in Bronxville, New York) war eine US-amerikanische Botanikerin und Bryologistin, Herausgeberin einer Fachzeitschrift und Autorin von genealogischen Büchern.
Sie war eine autodidaktische Amateurin, die aber dennoch eine wichtige Rolle in der als Sullivant Moss Society von ihr mitbegründeten American Bryological and Lichenological Society spielte. Von 1906 bis 1911 war sie verantwortliche Herausgeberin der Zeitschrift The Bryologist, an deren Etablierung sie 1898 ebenfalls beteiligt war.

## Leben
Geboren als Annie Elizabeth Morrill, war sie eine Tochter von Cynthia (Langdon) und Henry Edwin Morrill, M.D. Sie wurde am Packer Collegiate Institute ausgebildet und heiratete 1880 Hugh Montgomery Smith, einen Arzt, der aber 1897 unerwartet starb.
In ihrer Jugend hatte Smith im Ausland Botanik studiert und interessierte sich für Bryophyten und Flechten. Sie war mit Elizabeth Gertrude Britton und Abel Joel Grout, den Mitbegründern der nach William Sullivant benannten Sullivant Moss Society, bekannt. Nach dem Tod ihres Mannes engagierte sie sich in der Sullivant Moss Society und wurde Mitbegründerin und Mitherausgeberin von The Bryologist, der Publikation der Gesellschaft. Im Jahr 1905 wurde sie die offizielle Herausgeberin und war in dieser Rolle bis 1911 tätig. Während dieser Zeit setzte sie einen Großteil ihres persönlichen Vermögens ein, um die Gesellschaft zahlungsfähig zu halten. Sie diente 10 Jahre lang als Schatzmeisterin der Gesellschaft, war sieben Jahre lang Vizepräsidentin und zwei Jahre lang Präsidentin.
Sie veröffentlichte zudem mehrere genealogische Bücher im Eigenverlag, darunter From One Generation To Another (1906) über die Langdon-Familie, Morrill Kindred in America (1914) über die Morrills und Ancestors of Henry Montgomery Smith and Catherine Forshee (1921).
Sie ist begraben auf dem Green-Wood Cemetery, Brooklyn.